# 대치유수지체육공원
대치유수지체육공원(大峙遊水池體育公園, Daechi Reservoir Sports Park)은 대한민국 서울특별시에 있는 스포츠 시설이다. 인조잔디 필드가 갖춰진 경기장이며, 2008년 7월에 준공되었다. 

## 참고 문헌
- 〈대치유수지체육공원〉. 《두피디아》. 두산.
- 〈대치유수지체육공원〉. 《대한민국 구석구석》. 한국관광공사.
- 《2023 전국 공공체육시설 현황 (2022년 12월말 기준)》. 대한민국 문화체육관광부. 2024.